# Calophyllum lankaensis
Calophyllum lankaensis är en tvåhjärtbladig växtart som beskrevs av A.J.G.H. Kostermans. Calophyllum lankaensis ingår i släktet Calophyllum och familjen Calophyllaceae. Inga underarter finns listade i Catalogue of Life.